# XPInstall
XPInstall je technologie používána Mozilla Firefoxem, Mozilla Thunderbirdem a dalšími aplikacemi Mozilla pro instalaci doplňků do aplikací, které jim přidávají novou funkčnost (rozšíření) či mění jejich vzhled (motivy vzhledu). Z hlediska uživatele je tato technologie vnímána jako XPI soubor, který si nainstaluje z Internetu či lokálního disku, potvrdí dialog a po restartu aplikace má k dispozici funkcionalitu, které daný balíček přidává.